# Bahariasaurus
Bahariasaurus is een geslacht van vleesetende theropode dinosauriërs, behorend tot de Tetanurae, dat tijdens het late Krijt leefde in het gebied van het huidige Egypte. De enige benoemde soort is Bahariasaurus ingens. De soort moet niet verward worden met Bihariosaurus.
Voor de Eerste Wereldoorlog voerde Richard Markgraf opgravingen uit in Egypte, in opdracht van Ernst Stromer. In 1912 vond hij daarbij bij Gebel Ghorâbi de resten van verschillende grote theropoden. Wervels en bekkenelementen werden al in 1912 naar Duitsland verscheept. In 1913 en 1914 vond hij meer materiaal dat vanwege de oorlogsomstandigheden na Markgrafs dood in kratten in bewaring werd gegeven aan de Geological Survey of Egypt. In 1922 werden deze fossielen alsnog naar Duitsland verzonden en door Stromer bestudeerd.
In 1934 benoemde en beschreef Stromer verschillende van deze vondsten als de typesoort Bahariasaurus ingens. De geslachtsnaam verwijst naar de Baharijaoase. De soortaanduiding betekent "ontzaglijk groot" in het Latijn.
Het holotype, HM 1922 X47, is gevonden in een laag van de Baharijaformatie, die dateert uit het Cenomanien, ongeveer vijfennegentig miljoen jaar oud. Het bestond uit een gedeeltelijk skelet zonder schedel. Bewaard waren gebleven: twee ruggenwervels, een stuk wervelboog, een stuk rib, drie sacrale wervels, beide schaambeenderen en de bovenkant van een zitbeen. Het holotype zou door een bombardement op München in 1944 vernietigd worden. Als paratypen werden aangewezen: HM 1911, een aantal staartwervels met een zitbeen; HM 1912 VIII 62b, een ruggenwervel; HM 1912 VIII 82, twee zitbeenderen en HM 1912 X 47, de bovenkant van een zitbeen. Alleen dit laatste specimen zou naar moderne inzichten werkelijk aan Bahariasaurus kunnen toebehoren: de andere resten overlappen niet met het holotype of wijken daarvan aantoonbaar af. Overigens zouden ook de paratypen verloren gaan.
In 1996 wees Paul Sereno de eerste twee paratypen toe aan Deltadromeus. Andere onderzoekers menen dat het mogelijk is dat die laatste vorm een jonger synoniem is van Bahariasaurus.
Bahariasaurus is een grote theropode. De grootste wervel heeft een lengte van zo'n twintig centimeter. De lichaamslengte moet ruim tien meter hebben bedragen. In 1988 schatte Gregory S. Paul het gewicht bij benadering op vier ton.
Het holotype is niet meer beschikbaar voor modern onderzoek en kan daardoor niet meer door directe waarneming gecontroleerd worden op de aanwezigheid van velerlei anatomische details waarvan pas sinds 1934 duidelijk is geworden dat ze relevant zijn. Er zijn wel foto's en tekeningen van gemaakt maar die tonen niet alle aanzichten. De voorrand van het zitbeen heeft bovenaan een uitsteeksel, processus obturatorius, dat driehoekig van vorm is, net als bij de Coelurosauria. De schaambeenderen zijn boven hun schacht ingekeept. Hun schachten raken elkaar alleen in het midden. De laatste twee eigenschappen zijn kenmerkend voor de Avetheropoda.
Bahariasaurus werd oorspronkelijk in de Megalosauridae geplaatst maar dit geldt tegenwoordig als volstrekt verouderd. Deltadromeus is vermoedelijk een lid van de Neoceratosauria. Hoewel Bahariasaurus als een mogelijk ouder synoniem wordt beschouwd, zien de meeste onderzoekers verrassenderwijs meer overeenkomsten met afgeleide Tetanurae zoals de Carcharodontosauridae en de Tyrannosauroidea.
In 2025 concludeerde een studie dat Bahariasaurus een abelisauride is.